# 社会保障制度改革推進会議
社会保障制度改革推進会議（しゃかいほしょうせいどかいかくすいしんかいぎ、英語：Social Security System Reform Conference）とは、持続可能な社会保障制度の確立を図るための改革の推進に関する法律（平成25年法律第112号、通称：社会保障制度改革プログラム法）に基づき、2014年6月12日から2021年12月31日まで内閣に設置された会議。主任の大臣は内閣総理大臣である。
これまで日本の社会保障制度の意思決定機関をどこに置くかは、さまざまな経緯をたどってきた。古くは1949年の総理府付属社会保障制度審議会があり、後に厚労省社会保障審議会に統合されるが、しばしば内閣においても社会保障国民会議（2007年、福田内閣）、社会保障制度改革国民会議（2012年、野田内閣）などの会議体が設置されてきた。本会議は同法の成立により、第2次安倍内閣により設置されたものである。
設置期限は、同法第24条の規定により、社会保障制度改革推進本部の設置期限以前の日で政令で定める日までとされており、具体的には、2021年12月28日公布の「持続可能な社会保障制度の確立を図るための改革の推進に関する法律第十五条及び第二十四条の政令で定める日を定める政令（令和三年政令第三百四十九号）により、2021年12月31日までと定められたことから、2021年12月31日限りで廃止となった。
2021年12月24日、第2次岸田内閣は後継の機関として内閣に全世代型社会保障構築本部を設置することを閣議決定した。

## 責務
会議は、次に掲げる事務をつかさどる（第19条）。
1. 中長期的に受益と負担の均衡がとれた持続可能な社会保障制度の確立を図るための改革について、前章の措置の進捗状況を把握するとともに、社会保障制度改革推進法第二条の基本的な考え方等に基づき、平成三十七年を展望しつつ、総合的に検討を行い、その結果に基づき、内閣総理大臣に意見を述べること。
2. 内閣総理大臣の諮問に応じ、受益と負担の均衡がとれた持続可能な社会保障制度の確立を図るための改革について、社会保障制度改革推進法第二条の基本的な考え方等に基づき、調査審議し、その結果に基づき、内閣総理大臣に意見を述べること。

## 委員
会議は委員二十人以内をもって組織し、委員は内閣総理大臣が任命する（第20-21条）。議長は委員の互選により選任する（第22条）。各委員の肩書は、廃止の時点のものである。
議長
- 清家篤 -  慶應義塾学事顧問、慶應義塾大学商学部教授、日本私立学校振興・共済事業団理事長

委員
- 伊藤元重 - 学習院大学国際社会科学部教授、東京大学名誉教授
- 遠藤久夫 - 国立社会保障・人口問題研究所所長
- 大日向雅美 - 恵泉女学園大学学長
- 権丈善一 - 慶應義塾大学商学部教授
- 神野直彦 - 日本社会事業大学学長、東京大学名誉教授
- 武田洋子 - 三菱総合研究所政策・経済研究センター長
- 土居丈朗 - 慶應義塾大学経済学部教授
- 増田寛也 - 東京大学公共政策大学院客員教授（議長代理）
- 宮島香澄 - 日本テレビ報道局解説委員
- 山崎泰彦 - 神奈川県立保健福祉大学名誉教授